# Krzelów (województwo świętokrzyskie)
Krzelów – wieś sołecka w Polsce położona w województwie świętokrzyskim, w powiecie jędrzejowskim, w gminie Sędziszów.
W latach 1975–1998 miejscowość administracyjnie należała do województwa kieleckiego.

## Historia
W średniowieczu była to siedziba rycerskiego rodu pieczętującego się herbem Lis, którzy posiadali tu w XIV wieku zamek, otoczony wodą. W XVII w. był to ośrodek działalności braci polskich. W latach 1650–1665 ich kaznodzieją w Krzelowie, był Krzysztof Crell-Spinowski.
Według opisu Jana Długosza właścicielem Krzelowa, a także Tarnawy w wieku XV był Jan Skrzelewski, herbu Topór. Po nim  Krzelów przechodzi do rąk możnego rodu Stadnickich. Sekwestrowane po Stadnickim dobra po sprzedaży przeszły do rodu Trepków, a następnie (w połowie XVII wieku) Ossolińskich herbu Topór.
W XVII i XVIII w. do klucza Krzelów należały następujące miejscowości: Krzelów z zamkiem, Tarnawa, Bugaj, Szałas, Białowieża, Swaryszów, Wojciechowice z folwarkiem.
Z Krzelowa pochodzi Józef Spychalski, polski działacz komunistyczny, uczestnik kampanii wrześniowej, poseł na Sejm PRL.

## Zabytki
- Pozostałości rycerskiego zamku z XIV w. Zbudował go na wyspie pośród stawów przypuszczalnie kasztelan krakowski Warcisław de Chrzelow. Następnie właścicielem był wojewoda sandomierski Mściwoj de Skrzelow, a po nim Mikołaj, a następnie jego synowie Niemierza i Pełka. Poprzez córkę Pełki o imieniu Jagienka, Krzelów przeszedł w ręce rodu Toporczyków. Po raz pierwszy zamek wzmiankowano w 1409 roku jako castrum będące własnością Prachny wdowy po Janie z Krzelowa. Ponownie castrum wymieniono w 1412 roku. Potem w rękach Stadnickich i Trepków. W XVIII wieku był zamieszkany jeszcze przez rodzinę Ossolińskich ówczesnych właścicieli dóbr krzelowskich. Ossolińscy weszli w posiadanie dóbr Krzelów poprzez małżeństwo Krzysztofa Ossolińskiego, wojewody sandomierskiego z Zofią Cikowską. W 1699 roku i 1718 roku inwentarze opisuje zamek już jako zrujnowany. Z zamku do dziś zachowały się tylko resztki murów.
- Zespół dworski i folwarczny, (nr rej.: A.134/1-3 z 5.12.1957 i z 28.11.1994)[9]:
  - dwór z XVIII w., przebudowany w 1830 i 1894 r.
  - dwie oficyny z galeriami z 1934 r.
  - rządcówka z 4 ćw. XIX w.
  - kancelaria z 1935 r.
  - stajnia cugowa z końca XIX w.
  - spichrz z 1850 r.
  - stodoła z II połowy XIX w.
  - owczarnia z początku XX w.
  - obora z 1935 r.
  - dom oborowego z 1935 r.
  - piwnica z końca XIX w.
  - trzy bramy wjazdowe z końca XIX w.
  - park z II połowy XVIII w., przebudowany na przełomie XIX/XX w.